# ناجاتاد

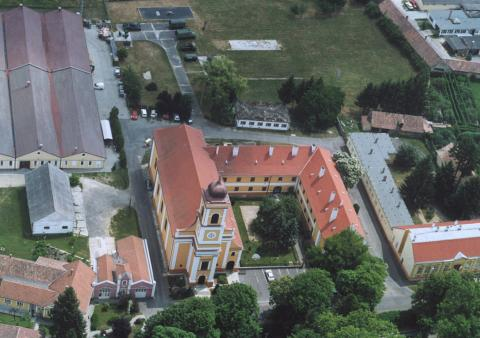

ناجاتاد (بالمجرية: Nagyatád) هي بلدة في مقاطعة شومود، جنوب المجر.

## أعلام
- إيفيت كوروز
- تيموزين شوخ
- تاماس بورسوس

## وصلات خارجية
- الموقع الرسمي

(بالمجرية)